# Stefan Schalamanow
Stefan Aleksandrow Schalamanow (bulgarisch Стефан Александров Шаламанов, englisch Stefan Aleksandrov Shalamanov; * 27. Januar 1970 in Sofia) ist ein ehemaliger bulgarischer Skirennläufer.

## Biographie
Schalamanow wurde als Sohn des Fußballspielers und Skirennläufers Aleksandar Schalamanow in Sofia geboren. 1986 gab er sein internationales Renndebüt bei den Juniorenweltmeisterschaften 1986 in Bad Kleinkirchheim, wobei er mit Rang 29 im Slalom seine beste Platzierung erreichte.
Den größten Erfolg seiner Karriere feierte Schalamanow bei den Juniorenweltmeisterschaften in Madonna di Campiglio zwei Jahre später. Er gewann die Goldmedaille im Slalom vor dem Schweden Thomas Fogdö und dem Franzosen Max Ancenay. 
Aufgrund dieses Erfolges wurde er für die Olympischen Winterspiele in Calgary nominiert. Dort erreichte er mit Platz 23 im Slalom sein bestes Ergebnis bei einem internationalen Großereignis. Im Riesenslalom schied er aus.
1991 nahm Schalamow zum ersten und einzigen Mal an Alpinen Skiweltmeisterschaften teil. Bei den Wettkämpfen in Saalbach-Hinterglemm belegte er den 26. Rang im Slalom, im Super-G wurde er 41.
Danach ist Schalamanow nicht mehr als Rennläufer in Erscheinung getreten.

## Erfolge

### Olympische Winterspiele
- Calgary 1988: 23. Slalom, DNF Riesenslalom

### Weltmeisterschaften
- Saalbach-Hinterglemm 1991: 26. Slalom, 41. Super-G

### Juniorenweltmeisterschaften
- Bad Kleinkirchheim 1986: 29. Slalom, 39. Riesenslalom
- Sälen/Hemsedal 1987: 27. Riesenslalom
- Madonna di Campiglio 1988: 1. Slalom
- Aleyska 1989: 23. Riesenslalom